# 第90回日劇學院賞
←第89回 - 第90回 - 第91回→
第90回日劇學院賞，針對2016年7月到9月在日本播出之夏季檔連續劇所做出的投票與評比。本季獲最優秀作品賞為日本電視台的《房仲女王》，此劇共獲四項獎。

## 得獎名單

### 最優秀作品賞
1. 賣房女子
2. 大姊當家
3. 然後，誰都不在了（日语：そして、誰もいなくなった）

- 讀者票：1. HOPE～期待值零的新進員工～（日语：HOPE〜期待ゼロの新入社員〜）；2. 然後，誰都不在了；3. 死幣-DEATH CASH-；4.  ON 異常犯罪搜查官·藤堂比奈子；5. 穿越時空的少女
- 記者票：1. 大姊當家；2. 賣房女子；3. ON 異常犯罪搜查官·藤堂比奈子；4. 然後，誰都不在了；5. 仰望師恩（日语：仰げば尊し (2016年のテレビドラマ)）
- 評審票：1. 賣房女子；2. 大姊當家；3. 初次見面，我愛你；4. 然後，誰都不在了 ；5. 俠飯

### 主演男優賞
1. 藤原龍也（然後，誰都不在了）
2. 中島裕翔（HOPE～期待值零的新進員工～）
3. 寺尾聰（仰望師恩）

- 讀者票：1. 中島裕翔 （HOPE～期待值零的新進員工～）；2. 藤原龍也 （然後，誰都不在了）；3. 山田孝之（黑金丑島君Season 3）；4. 寺尾聰 （仰望師恩）；5. 東山紀之 （刑警七人 2）
- 記者票：1. 藤原龍也 （然後，誰都不在了）；2. 山田孝之（黑金丑島君Season 3）；3. 寺尾聰（仰望師恩）；3. 中島裕翔 （HOPE～期待值零的新進員工～）；5. 向井理 （擁有神之舌的男人）
- 評審票：1. 寺尾聰 （仰望師恩）；2. 藤原龍也 （然後，誰都不在了）；3. 中島裕翔 （HOPE～期待值零的新進員工～）；4. 山田孝之（黑金丑島君Season 3）；4. 東山紀之 （刑警七人 2）

### 主演女優賞
1. 北川景子（賣房女子）
2. 高畑充希（大姊當家）
3. 波瑠（ON 異常犯罪搜查官·藤堂比奈子）

- 讀者票：1. 北川景子（賣房女子）；2. 波瑠（ON 異常犯罪搜查官·藤堂比奈子）；3. 高畑充希（大姊當家）；4. 松井珠理奈（死幣-DEATH CASH-）；5. 桐谷美玲（有喜歡的人）；
- 記者票：1. 高畑充希（大姊當家）；2. 北川景子（賣房女子）；3. 波瑠（ON 異常犯罪搜查官·藤堂比奈子）；4. 尾野真千子（初次見面，我愛你）；5. 欅坂46（誰殺了德山大五郎？）；
- 評審票：1. 北川景子（賣房女子）；2. 尾野真千子（初次見面，我愛你）；3. 高畑充希（大姊當家）；4. 波瑠（ON 異常犯罪搜查官·藤堂比奈子）5. 黑島結菜（穿越時空的少女）；5. 松嶋菜菜子（營業部長 吉良奈津子）

### 助演男優賞
1. 唐澤壽明（大姊當家）
2. 伊野尾慧（然後，誰都不在了）
3. 瀧澤秀明（毫不保留的愛）

- 讀者票：1. 伊野尾慧（然後，誰都不在了）；2. 橫山裕（ON 異常犯罪搜查官·藤堂比奈子）；3. 遠藤憲一（HOPE～期待值零的新進員工～）；4. 戶次重幸（死幣-DEATH CASH-）；5. 加藤成亮（穿越時空的少女）；
- 記者票：1. 唐澤壽明（大姊當家）；2. 瀧澤秀明（毫不保留的愛）；3. 村上虹郎（仰望師恩）；3. 仲村亨（房仲女王）；3. 山崎賢人（有喜歡的人）
- 評審票：1. 唐澤壽明（大姊當家）；2. 伊野尾慧（然後，誰都不在了）；3. 瀧澤秀明（毫不保留的愛）；3. 西島秀俊（大姊當家）；5. 林遣都（ON 異常犯罪搜查官·藤堂比奈子）；5. 江口洋介（初次見面，我愛你）

### 助演女優賞
1. 井本絢子（賣房女子）
2. 山本美月（HOPE～期待值零的新進員工～）
3. 木村多江（大姊當家）

- 讀者票：1. 山本美月（HOPE～期待值零的新進員工～）；2. 二階堂富美（然後，誰都不在了）；3. 井本絢子（賣房女子）；4. 菜菜緒（有喜歡的人）；5. 木村多江（大姊當家）
- 記者票：1. 相樂樹（大姊當家）；2. 井本絢子（賣房女子）；3. 木南晴夏（毫不保留的愛）；4. 石井杏奈（仰望師恩）；5. 杉咲花（大姊當家）
- 評審票：1. 井本絢子（房仲女王）；2. 光宗薰（黑金丑島君Season 3）；3. 木村多江（大姊當家）；3. 木村文乃（擁有神之舌的男人）；3. 富田靖子（初次見面，我愛你）

### 主題曲賞
1. 《將花束獻給你》宇多田光（大姊當家）
2. 《給不懂戀愛的你（日语：恋を知らない君へ）》NEWS（穿越時空的少女）
3. 《彗星（日语：醒めない#.E5.8F.8E.E9.8C.B2.E6.9B.B2）》SPITZ（HOPE～期待值零的新進員工～）

- 讀者票：1. 《給不懂戀愛的你》 NEWS （穿越時空的少女）；2. 《彗星》 SPITZ （HOPE）；3. 《金的愛，銀的愛》 SKE48 （死幣-DEATH CASH-）；4. 《將花束獻給你》 宇多田光 （大姊當家）；5. 《鬼》 CreepHyp（日语：クリープハイプ）（然後，誰都不在了）
- 記者票：1. 《將花束獻給你》 宇多田光 （大姊當家）；2. 《鬼》 CreepHyp（然後，誰都不在了）；3. 《給不懂戀愛的你》 NEWS （穿越時空的少女）；3. 《Aria》 BUMP OF CHICKEN（仰望師恩）；5. 《世界上只有愛》 欅坂46 （誰殺了德山大五郎？）
- 評審票：1. 《將花束獻給你》 宇多田光 （大姊當家）；2. 《女人想抱香魚（日语：女は抱かれて鮎になる）》 坂本冬美 （擁有神之舌的男人） ；3. 《如薔薇盛開 如櫻花散開（日语：薔薇のように咲いて 桜のように散って）》 松田聖子 （毫不保留的愛）；3. 《理由》 槙原敬之 （初次見面，我愛你）；5. 《彗星》 SPITZ （HOPE～期待值零的新進員工～）

### 劇本賞
1. 西田征史（日语：西田征史）（大姊當家）
2. 大石靜（日语：大石静）（房仲女王）
3. 秦建日子（日语：秦建日子） （然後，所有人都消失了）

### 導演賞
1. 猪股隆一、佐久間紀佳、山田信義（房仲女王）
2. 白木啓一郎、宝来忠昭、大内隆弘（ON 異常犯罪搜查官·藤堂比奈子）
3. 大原拓、岡田健、藤並英樹、松園武大（大姊當家）

### 特別賞
- 空氣結他（毫不保留的愛）

## 外部連結
- 第90回日劇學院賞 （页面存档备份，存于）